# Mavis Henderson
F. Mavis Henderson (* um 1917, geborene Mavis Green; † nach 1959) war eine englische Badmintonspielerin. 

## Karriere
Mavis Henderson war in ihrer sportlichen Karriere insbesondere bei den French Open erfolgreich. Dort gewann sie von 1937 bis 1952 insgesamt fünfzehn Titel. 

## Sportliche Erfolge
| Saison | Veranstaltung           | Disziplin   | Platz | Name                           |
| ------ | ----------------------- | ----------- | ----- | ------------------------------ |
| 1937   | Denmark Open            | Mixed       | 1     | Ong Hock Sim / Mavis Green     |
| 1937   | French Open             | Mixed       | 1     | D. E. Kenyon / Mavis Green     |
| 1937   | French Open             | Damendoppel | 1     | Daphne Young / Mavis Green     |
| 1937   | French Open             | Dameneinzel | 1     | Mavis Green                    |
| 1938   | French Open             | Mixed       | 1     | Ian Maconachie / Mavis Green   |
| 1938   | French Open             | Damendoppel | 1     | Daphne Young / Mavis Green     |
| 1939   | French Open             | Damendoppel | 1     | Connie Davidson / Mavis Green  |
| 1939   | French Open             | Dameneinzel | 1     | Mavis Green                    |
| 1939   | French Open             | Mixed       | 1     | C. C. Ricketts / Mavis Green   |
| 1947   | French Open             | Mixed       | 1     | A. J. Hone / Mavis Henderson   |
| 1947   | French Open             | Damendoppel | 1     | Mavis Henderson / Lucie Barlow |
| 1948   | French Open             | Damendoppel | 1     | Mavis Henderson / Audrey Stone |
| 1948   | French Open             | Dameneinzel | 1     | F. M. Henderson                |
| 1948   | French Open             | Mixed       | 1     | A. J. Hone / Mavis Henderson   |
| 1949   | French Open             | Damendoppel | 1     | Mavis Henderson / Audrey Stone |
| 1949   | Yorkshire Championships | Dameneinzel | 1     | Mavis Henderson                |
| 1950   | Sussex Championships    | Dameneinzel | 1     | Mavis Henderson                |
| 1952   | French Open             | Damendoppel | 1     | Mavis Henderson / Audrey Stone |